# أنتونيو خيسوس لوبيز نييتو
أنتونيو خيسوس لوبيز نييتو (بالإسبانية: Antonio Jesús López Nieto)‏، من مواليد 25 يناير 1958، حكم كرة قدم إسباني سابق. قد حكم في كأس الأمم الأوروبية لكرة القدم 1996. و قد حكم في كأس العالم لكرة القدم 2002، وقد أشهر 16 بطاقة صفراء في مباراة منتخب ألمانيا لكرة القدم ومنتخب الكاميرون لكرة القدم.

## روابط خارجية
- أنتونيو خيسوس لوبيز نييتو على موقع Soccerway.com (الإنجليزية)